# アフトン (ワイオミング州)
アフトン (Afton) は、アメリカ合衆国ワイオミング州リンカーン郡に存在する町。2000年現在の国勢調査では1,818人が居住している。
アフトンでは以前に福島県白沢村（現本宮市）と姉妹都市提携を行っていたが、2006年12月31日をもって提携を解消した。

## 地理
アメリカ合衆国統計局によると、この町は総面積8.9 km2（3.4 mi2）である。そのうち全域が陸地で、水地域はない。
アフトンはスター・ヴァレーという山地にある草原で最大の町である。

## 人口動静
2000年現在の国勢調査で、この町は1,818人、651世帯、及び475家族が暮らしている。人口密度は204.6/km2 （530.8/mi2）で、86.6/km2 （224.5/mi2）の平均的な密度に769軒の住居が建っている。町の人種的構成は白人97.19%、アフリカン・アメリカン0.06%、先住民0.39%、アジア系0.06%、その他の人種0.94%、及び混血1.38%で、人口の2.81%がヒスパニックまたはラテン系である。
651世帯のうち、38.2%は18歳未満の子供と暮らしており、62.5%は夫婦で生活している。7.7%は未婚の女性が世帯主であり、26.9%は家族以外の住人と同居している。24.1%は独身の居住者が住んでおり、9.2%は65歳以上で独居である。1世帯あたりの平均人数は2.76人であり、家庭の場合は3.32人である。
町の住民は32.3%が18歳未満の未成年、18歳以上24歳以下が9.7%、25歳以上44歳以下が23.6%、45歳以上64歳以下が20.5%、及び65歳以上が13.9%にわたっている。中央値年齢は33歳である。女性100人ごとに対して男性は90.4人いて、18歳以上の女性100人ごとに対して男性は88.7人いる。
この町の世帯ごとの平均的な収入は37,292米ドルであり、家族ごとでは43,400米ドルである。男性の33,472米ドルに対して女性は20,893米ドルの平均的な収入がある。町の一人当たりの収入（per capita income）は16,177米ドルである。人口の7.6%及び家族の5.5%は貧困線以下である。18歳未満の9.8%及び65歳以上の5.2%は貧困線以下の生活を送っている。

## 出身有名人
- ルーロン・ガードナー - グレコローマンスタイル130 kg級において、シドニーオリンピックで銅メダル、アテネオリンピックで金メダルを獲得したレスラー（ネブラスカ州で教育を受けた）。